# Seznam krajev Unescove svetovne dediščine na Malti
Svetovna dediščina Organizacije Združenih narodov za izobraževanje, znanost in kulturo (UNESCO) je pomembna za kulturno ali naravno dediščino, kot je opisano v Unescovi konvenciji o svetovni dediščini, ustanovljeni leta 1972. Maltaje konvencijo ratificirala 14. novembra 1978, zaradi česar so njena območja upravičena do vključitve na seznam.
Območja na Malti so bila prvič vpisana na seznam na 4. zasedanju Odbora za svetovno dediščino, ki je potekalo v Parizu v Franciji leta 1980. Na tem zasedanju so bila na seznam dodana vsa tri trenutna območja: hipogej Ħal Saflieni, mesto Valletta in templji Ġgantija. Leta 1992 so bili templji Ħaġar Qim, Mnajdra, Ta' Ħaġrat, Skorba in Tarxien dodani mestu templjev Ġgantija, da bi oblikovali lokacijo megalitskih templjev na Malti. Leta 2015 je prišlo do nadaljnjih manjših sprememb meja tega območja. Vsa tri mesta so navedena kot kulturna mesta, kot je določeno z izbirnimi kriteriji organizacije.
Od leta 2019 ima Malta tudi sedem območij na poskusnem seznamu, ki so bila vsa navedena leta 1998.

## Kraji svetovne dediščine
Unesco navaja mesta pod desetimi kriteriji; vsaka prijava mora izpolnjevati vsaj enega od kriterijev. Kriteriji od i do vi so kulturni, od vii do x pa naravni.
| Mesto                       | Slika                                                      | Lokacija (okrožje)               | Leto vpisa | Kriteriji             | Opis |
| --------------------------- | ---------------------------------------------------------- | -------------------------------- | ---------- | --------------------- | --- |
| Hipogej Ħal-Saflieni        | An underground necropolis.                                 | Paola, Malta                     | 1980       | 130; iii (kulturno)   | Hipogej je velika podzemna zgradba, ki je bila uporabljena kot podzemno pokopališče med letoma 4000 in 2500 pr. n. št. in je bila odkrita leta 1902. V mehkem apnencu globigerina so bili vklesani trije nadzemni nivoji, pri čemer so nekatere komore posnemale arhitekturo sodobnega nadzemlja megalitskih templjev. Hipogej je sprva vseboval ostanke približno 7000 posameznikov. Izkopavanja so omogočila vpogled v neolitske pogrebne rituale, ki so verjetno imeli več stopenj. Na mestu so našli lončene posode ter kamnite in glinene amulete, pa tudi človeške figure iz kamna in gline, vključno s slavnim kipom ženske, ki leži na postelji ali kavču, imenovano Speča gospa. |
| Mesto Valletta              | Skyline of a city with a church dome and bell tower.       | Valletta                         | 1980       | 131; i, vi (kulturno) | Mesto Valletta je bilo ustanovljeno leta 1566. Vitezi svetega Janeza so mesto zasnovali in načrtovali kot enotno, celovito stvaritev pozne renesanse z enotnim mrežnim načrtom znotraj utrjenega mestnega obzidja. Čeprav je bil med drugo svetovno vojno močno poškodovano, je bil velik delež mestnega tkiva ohranjen ali obnovljen. Nekateri od 320 spomenikov v Valletti so sostolnica svetega Janeza, palača velikega mojstra, Auberge de Castille, Auberge de Provence, Auberge d'Italie, Auberge d'Aragon in cerkve Gospe zmage, sv. Katarine in il Gesù, pa tudi stavbe iz 18. stoletja, kot so Auberge de Bavière, cerkev brodoloma svetega Pavla in Manoelovo gledališče. |
| Megalitski templji na Malti | Façade of a prehistoric temple made up of large megaliths. | Xagħra, Qrendi, Mġarr in Tarxien | 1980, 1992 | 132; iv (kulturno)    | Najdišče vsebuje sedem prazgodovinskih templjev na šestih lokacijah (prvotno sta bila na dediščini navedena samo dva templja Ġgantija in je bilo leta 1992 razširjeno), ki so bili zgrajeni v 4. in 3. tisočletju pr. Ti templji so med najstarejšimi kamnitimi prostostoječimi zgradbami na svetu in so verjetno imeli pomemben ritualni pomen za visoko organizirano družbo. Čeprav je vsak tempelj drugačen v arhitekturni zasnovi, običajno vsebujejo eliptično preddverje pred konkavno fasado. Ohranjeni horizontalni zidaki nakazujejo, da so imeli spomeniki strehe, kar je bila za svoj čas izjemno dovršena rešitev. Okrasne značilnosti templjev vključujejo plošče z izvrtanimi luknjami in plošče z nizkim reliefom, ki prikazujejo spiralne motive, drevesa, rastline in različne živali. |

## Tentative list
Poleg območij, vpisanih na seznam svetovne dediščine, lahko države članice vodijo seznam začasnih območij, ki jih lahko upoštevajo pri nominaciji. Nominacije za seznam svetovne dediščine so sprejete le, če je bilo območje predhodno uvrščeno na poskusni seznam. Od leta 2018 je imela Malta na svojem poskusnem seznamu sedem takih območij, ki so bila vsa dodana leta 1998.
| Mesto                                     | Slika                                                       | Lokacija (okrožje)                                                   | Leto vpisa | Kriteriji                  | Opis |
| ----------------------------------------- | ----------------------------------------------------------- | -------------------------------------------------------------------- | ---------- | -------------------------- | --- |
| Obalni klifi                              | Limestone cliffs overlooking the sea.                       | različne lokacije na otokih Malta, Gozo, Comino, Cominotto in Filfla | 1998       | (naravna)                  | Obale v različnih delih malteških otokov vsebujejo klife z bogato biotsko raznovrstnostjo redke flore in favne. |
| Qawra/Dwejra                              | Bay with an islet and cliffs in the distance.               | San Lawrenz, Gozo                                                    | 1998       | vii, viii, ix, x (naravna) | Ta morski zaliv vsebuje zanimive geološke značilnosti, vključno z nekdanjim Azurnim oknom, skalo Fungus in celinskim morjem. Območje je dom številnih endemičnih rastlinskih in živalskih vrst. Tukaj je bila prvič opisana parazitska rastlina Cynomorium coccineum, 'malteška gliva'.                                                        |
| Citadela (Gozo)                           | Skyline of a small fortified city.                          | Victoria                                                             | 1998       | ii, iii, iv, v (kulturno)  | Majhno utrjeno mesto na strateškem položaju na hribu dominira nad okoliško pokrajino. Prve naselbine na mestu segajo v bronasto dobo. Naselje je v srednjem veku razširil in v 16. stoletju Janezov red spremenil v čisto vojaško postojanko. Kljub temu je bilo zgrajenih tudi nekaj spomenikov v baročnem slogu, vključno s stolno cerkvijo. |
| Viteške utrdbe okoli malteških pristanišč | View of a fortress.                                         | Birgu, Senglea, Floriana, Cospicua, Kalkara, Gżira in Sliema         | 1998       | i, ii, iv (kulturno)       | Ta sistem utrdb z bastijoni je zgradil red sv. Janeza med 16. in 18. stoletjem, Britanci pa so ga v 19. in 20. stoletju dodatno predelali. Vključuje utrdbe Birgu in Senglea, linije Floriana, linije Santa Margherita, linije Cottonera, Fort Ricasoli in Fort Tigné.                                                                         |
| Mdina (Città Vecchia)                     | Aerial view of a fortified medieval city.                   | Mdina                                                                | 1998       | i, ii, iii (kulturno)      | Mdina je majhno utrjeno mesto s pretežno srednjeveškim značajem, ki pa vsebuje tudi pomembne baročne stavbe, kot je stolnica sv. Pavla. |
| Komplaks malteških katakomb               | Inside a rock-hewn catacomb complex.                        | različne lokacije na glavnem otoku Malta                             | 1998       | i, ii, iii (kulturno)      | Niz paleokrščanskih kompleksov katakomb sega v pozno rimsko obdobje. Rimski slog katakomb se je razvil iz preprostih feničanskih in helenističnih v skalo vklesanih grobnic. |
| Utrdbe Victoria Lines                     | View of a valley with a fortified bridge cutting across it. | Rabat, Mġarr, Mosta, Naxxar in Għargħur                              | 1998       | i, ii, iii (kulturno)      | Linijo utrdb so v 19. stoletju zgradili Britanci. Sprva so utrdbe sestavljale tri neodvisne utrdbe (utrdba Madalena, utrdba Mosta in utrdba Binġemma), ki so bile v 1890-ih povezane z neprekinjenim zidom. Do leta 1907 so utrdbe izgubile vojaški pomen in so bile opuščene.                                                                 |